# Simon Mailloux
Pour les articles homonymes, voir Mailloux.
Simon Mailloux, né le 2 novembre 1983 à Québec dans la province de Québec au Canada, est un officier des Forces armées canadiennes. Il fut sévèrement blessé le 16 novembre 2007 lors d'un incident impliquant un engin explosif improvisé lors de la guerre d'Afghanistan, incident qui mena à l'amputation de sa jambe gauche. En novembre 2009, il fut déployé à nouveau en Afghanistan, devenant ainsi le premier soldat canadien amputé à servir en tant que combattant dans une zone de guerre.

## Jeunesse
Né en 1983 et élevé à Québec au Québec, Mailloux étudie à l'école secondaire Roger-Comtois, au Collège militaire royal du Canada (CMR) et à l'Université de Glasgow d'où il est diplômé en 2011 avec une maîtrise en science politique et relations internationales.
En été 2005, il reçoit une bourse d'études pour un échange international sous l'égide de Canada Corps et l'Association des universités et collèges du Canada. Cette bourse venait remplir une demande de l'Agence canadienne de développement international afin qu'une étude sur les forces due Mali et la participation du maintien éducatif de la paix à Koulikouvo, au Mali, puisse être faite.

## Carrière militaire
Après avoir obtenu un diplôme en études militaires et stratégiques du Collège militaire royal en 2006, Mailloux fut muté au Royal 22e Régiment sur la base des Forces canadiennes Valcartier au Québec et devint rapidement commandant d'un peloton de l'unité en préparation au déploiement en Afghanistan. Il fut blessé par l'explosion d'un engin explosif improvisé le 16 novembre 2007, qui tua aussi deux soldats et un interprète afghan et en blessa plusieurs autres.
Mailloux dut subir plusieurs opérations chirurgicales et passer des mois en réhabilitation. Par la suite, il fut nommé aide de camp auprès du gouverneur général du Canada, où il organisa notamment la visite du président américain Barack Obama à Ottawa, la visite du gouverneur général en Haïti en 2009 et la visite de l'empereur et l'impératrice du Japon au Canada. En 2009, il joint le quartier général de la force opérationnelle Kandahar et travaille ensuite pour l'équipe militaire chargée du désarmement de bombes à Ottawa. En 2013, il fut nommé comme aide de camp honoraire auprès du lieutenant-gouverneur du Québec, et est employé avec le Royal 22e Régiment à Valcartier.
Le Premier ministre du Canada, Stephen Harper, annonça une journée nationale de commémoration qui s'est tenue à travers le Canada le 9 mai 2014. Cette célébration doit marquer la fin de la mission en Afghanistan et la cérémonie sur la Colline parlementaire, présentée en direct sur tous les réseaux de télévision majeurs, devait être la pièce centrale de cette commémoration qui regrouperait tous les acteurs majeurs durant cette guerre qui a duré 13 ans. Le 6 mai 2014, le premier ministre annonce que les maitres de cérémonie pour cet évènement national seraient Rick Hansen, colonel honoraire des forces armées, et le capitaine Simon Mailloux. Le premier ministre du Canada mentionne que « l’engagement inébranlable du Capitaine Mailloux envers son devoir, son pays et ses confrères anciens combattants des Forces armées canadiennes lui a valu un respect et une admiration immenses parmi les militaires, de même que partout au Canada. Sa véritable audace, sa force, son abnégation et son dévouement sont inspirants et rappellent à chacun de nous le courage nécessaire pour servir à titre de membre des Forces armées canadiennes. »

## Apparitions publiques

### Blessure
Depuis février 2008, Mailloux apparaît dans plusieurs médias provinciaux et nationaux pour expliquer son expérience comme blessé et pour plaider en faveur des forces canadiennes et des vétérans. Il est l'un des premiers soldats francophones à être blessés, devenant ainsi rapidement et significativement le porte-parole des amputés en service. Le 2 mars 2008, il participe à l'émission Tout le monde en parle, et il apparaît en couverture du magazine L'Actualité en février 2008.

### Retour en Afghanistan
À l'annonce de son déploiement en Afghanistan en septembre 2009, Mailloux participe à l'émission radio Canada AM, à l'émission télévisée Dumont 360, à la couverture du journal Le Soleil, à CBC Newsworld, et même au LA Times. Sa force de caractère face à ses défis est utilisé par plusieurs comme un exemple de démonstration de courage des forces canadiennes en Afghanistan. À titre d'exemple, le général Rick Hillier cite le capitaine Mailloux dans son ouvrage A Soldier First ; le Winnipeg Free Press explique que Mailloux est « la preuve vivante qu'une très sévère blessure ne peut arrêter un soldat voulant servir son pays. » Le 9 novembre 2009, le capitaine Mailloux est parmi les 46 premiers récipiendaires de la médaille du sacrifice remise à Rideau Hall. Il reçoit vraisemblablement la médaille tout juste avant son départ pour l'Afghanistan.

### Jour du souvenir 2013
Le capitaine Mailloux est invité à l'émission George Stromboulopoulos Tonight sur la chaîne CBC en commémoration du jour du souvenir 2013. Ce même jour, il participe à l'émission 24/60 à Radio-Canada pour parler au nom des blessés et des vétérans. Au choc de plusieurs, Mailloux est filmé dans une salle d'entrainement et, avec sa prothèse, frappe violemment un sac de boxe.

## Engagements
Mailloux soutient le programme Sans Limites pour lever des fonds afin d'acheter de l'équipement adapté pour les soldats blessés à travers le Canada. Mailloux visite aussi plusieurs soldats blessés dans les centres de réhabilitation d'Edmonton, Québec et Ottawa, et il continue de suivre leur développement. Le 6 février 2012, Mailloux reçoit, du gouverneur général du Canada, une des 60 premières médailles du jubilé de la reine afin de reconnaître « son leadership au sein des forces canadiennes et ses efforts pour aider les soldats blessés durant la guerre en Afghanistan. ».
Le capitaine Mailloux est l'un des conférenciers invités durant le forum 2013 de l'Institut canadien de recherche sur la santé des militaires et des vétérans, à Edmonton. Le capitaine Mailloux est présenté par le ministre des vétérans, Julian Fantino, et parle de son expérience comme soldat blessé, de sa réhabilitation et de son retour en service.
L'année suivante, le capitaine Mailloux publie un article dans la Revue militaire canadienne dans laquelle il présente des recommandations pour améliorer les programmes de retour au travail pour les soldats en utilisant ce qu'il a appris durant sa réhabilitation. So
n expérience en tant que soldat actif amputé est respectée à travers les forces canadiennes et plusieurs applaudissent son leadership, ses apparitions publiques et ses initiatives pour aider les blessés. Il est maintenant reconnu comme une source d'inspiration pour ceux qui tentent de surpasser leurs blessures et repousser leurs limites.